# Grenville Pinto
Grenville Pinto es un violinista, artista de grabación, animador y compositor canadiense que vive en Toronto, Ontario. Se formó en el Conservatorio Real de Música y también fue miembro de la Orquesta Filarmónica de Hamilton.

## Biografía
Grenville nació en Hamilton, Ontario en una familia musical. Su madre toca y enseña piano y su padre es cantante. Sus dos hermanas que lo han acompañado en numerosas ocasiones son pianistas profesionales. Grenville asistió a la Universidad McMaster en Hamilton, donde recibió su licenciatura en comercio.
Grenville es un músico de formación clásica que estudió música en el Conservatorio Real de Música de Toronto. Toca el violín desde los siete años y ha actuado en miles de eventos. Ha compartido escenarios de conciertos con muchos artistas, incluida la dos veces ganadora del premio Juno, la cantautora Serena Ryder, el Tenor Michael Ciufo, el instrumentista Pavlo, la cantante de música pop internacional Sarah Pacheco y muchos otros. Se ha presentado en toda América del Norte para eventos especiales y en numerosos conciertos, incluidos varios eventos TEDx, también ha aparecido en varios programas de televisión nacionales, incluidos Rich Bride Poor Bride y 100 Huntley Street.

## Discografía
- Compilation (2007)
- Playtime (2010)
- Christmas Glow (2012)
- Perfect Day (2014)